# Ribeira do Pombal
Ribeira do Pombal là một đô thị thuộc bang Bahia, Brasil. Đô thị này có diện tích 807,137 km², dân số năm 2007 là 49013 người, mật độ 60,7 người/km².